# John Lloyd Young
John Lloyd Mills Young (né le 4 juillet 1975) est un acteur et chanteur américain,. En 2006, il remporte le Tony Award du meilleur acteur musical pour son rôle de Frankie Valli dans la comédie musicale Jersey Boys à Broadway. Young a repris son rôle de Frankie Valli dans l'adaptation cinématographique de Jersey Boys, réalisé par Clint Eastwood et sorti le 20 juin 2014.
Young a été nommé par le président Barack Obama au Comité des arts et des sciences humaines du président. Il a démissionné du Comité des présidents en août 2017, cosignant une lettre de démission dans laquelle il était indiqué au président Trump : « Ignorer votre rhétorique haineux nous aurait rendus complices de vos paroles et de vos actions. »

## Biographie
Young est né à Sacramento, en Californie, fils de Rosemarie Joan (Cianciola) et de Karl Bruce Young, commandant d'un escadron de blindés stratégiques. Son père avait une ascendance anglaise, galloise et allemande et sa mère était d'origine italienne,.
Après avoir déménagé à New York, Young a gravi les échelons de la scène théâtrale avec des rôles dans de nombreuses pièces régionales et off-Broadway, notamment la première de The Drawer Boy de Michael Healey avec l'acteur John Mahoney ; "Charlie" dans Summer of the Swans de Julia Jordan ; "Moritz" dans la Spring Awakening ; et « Claudio » dans The Five Hysterical Girls Theorem de Rinne Groff.
Il n'a pas réussi à décrocher le rôle de Frankie Valli dans Jersey Boys avant Broadway, mais un an plus tard et après plusieurs auditions, il a été invité à mener le spectacle à Broadway, où il a joué le rôle pendant plus de deux ans. Au cours de son mandat chez Jersey Boys, qui compte maintenant plusieurs productions dans le monde entier, Young a joué à la Maison-Blanche, au Carnegie Hall, au Radio City Music Hall, au marathon de New York, au réveillon du Nouvel An à Times Square, au Yankee Stadium et à la Macy's Thanksgiving Day Parade. Young termina l'aventure Jerseys Boys le 9 novembre 2007,, suivi peu après par un premier concert solo à guichets fermés en une journée au Lincoln Center.
Après avoir déménagé à Los Angeles, Young a joué le rôle principal de Marius dans une production des Misérables au Hollywood Bowl et a été la première star invitée à participer à Glee.
Le premier album de Young, My Turn..., est sorti le 3 juillet 2012. L'album a été produit par Dona R. Miller et Under the Skyway Productions, avec une production de Tommy Faragher de la série télévisée Glee, dont la reprise de Teenage Dream était la première chanson de la série à atteindre la première place des classements. L'album a été étendu et réédité avec huit nouvelles pistes en 2014.
Il a fait ses débuts au Cafe Carlyle à New York en février 2013. Young a repris son rôle de Frankie Valli dans la production de Jersey Boys à Broadway du 3 juillet au 30 septembre 2012. En mars 2014, Young a fait ses débuts au West End Theatre, en vedette dans la production musicale de Londres. Il a repris le rôle dans l'adaptation cinématographique de Jersey Boys du réalisateur Clint Eastwood, sortie en juin 2014.
Les nombreuses œuvres de charité de Young incluent de nombreuses apparitions et soutien de Broadway Cares / Equity Fights SIDA, de la Cystic Fibrosis Foundation, amfAR, de Hole in the Wall Gang de Paul Newman, de AIDS Project Los Angeles et de United Service Organizations (USO). Young est membre de l'Union américaine pour les libertés civiles depuis 1995.

## Filmographie
- 2002 : New York Police District (série TV - Saison 13, épisode 5)
- 2009 : Oy Vey! My Son Is Gay!!
- 2009 : Glee (série TV)
- 2012 : Vegas (série TV)
- 2014 : Jersey Boys

## Récompenses
- Tony Award du meilleur acteur dans une comédie musicale en 2006 pour Jersey Boys
- Drama Desk Award du meilleur acteur dans une comédie musicale en 2006 pour Jersey Boys
- Outer Critics Circle Award du meilleur acteur dans une comédie musicale en 2006 pour Jersey Boys
- Theatre World Award de la révélation Broadway en 2006 pour Jersey Boys
- Grammy Awards du meilleur album de comédie musicale pour la bande originale de Jersey Boys en 2006
- Nomination au Drama League Award en tant qu'artiste de l'année 2006 pour Jersey Boys